# 신방로 (영천시)
신방로(Sinbang-ro)는 대한민국의 경상북도 영천시 임고면에서 시작하여, 자양면을 거쳐 연결하는 도로이다.

## 노선 경로
- 포은로와 직결
- 삼거리 명칭 미상 - 포은로 (국가지원지방도 제69호선)
- 삼매교 (자호천)
- 신방교 (상신천)
- 삼귀교 (영천호, 자호천)
- 삼거리 명칭 미상 - 포은로 (국가지원지방도 제69호선)